# Ishikawa Daichi
Daichi Ishikawa (sinh ngày 22 tháng 2 năm 1996) là một cầu thủ bóng đá người Nhật Bản.

## Sự nghiệp câu lạc bộ
Daichi Ishikawa đã từng chơi cho FC Gifu.